# Ivo Andrić
Ivo Andrić (în sârbă: Иво Андрић; n. 10 octombrie 1892, Dolac⁠(d), Austro-Ungaria – d. 13 martie 1975, Belgrad, RS Serbia, RSF Iugoslavia) a fost un scriitor croat, laureat al Premiului Nobel pentru Literatură în anul 1961.
În scrierile sale a evocat ținuturile natale, frământările istorice ale acelei epoci, uneori prin intermediul viziunii romantice.
Casa sa părintească din Travnik a fost transformată în muzeu.

## Motivația Juriului Nobel
„pentru forța epică cu care a zugrăvit motive și destine din istoria țării sale.”

## Date biografice
Ivo Andrić s-a născut în Bosnia, lângă orașul Travnik, într-o familie veche și sărăcită de arămari, meserie dintre cele ce dispăreau odată cu declinul dominației turcești în Balcani. A avut o copilărie umbrită de lipsuri materiale, dar și de lipsa afecțiunii părintești, deoarece a rămas orfan de mic. A crescut la rude, în orașul Vișegrad, despre care a scris mai târziu mult și inspirat, păstrându-i o amintire profundă toată viața, acea amintire vie și dureroasă pe care numai întâmplările din copilărie le imprimă în memoria omului. Urmează liceul la Sarajevo, iar studiile universitare, de istorie și slavistică, la universitățile din Zagreb, Viena, Cracovia și Graz.

## Opera
- 1924 - 1936: Nuvele ("Pripovetke");
- 1956: Curtea blestemată ("Prokleta avlija");
- 1945: Domnișoara ("Gospodjica");
- 1945: Cronică din Travnik ("Travnicka kronika");
- 1945: E un pod pe Drina... ("Na Drini ćuprija");
- 1918: Ex ponto;
- 1920: Neliniști ("Nemiri").